# High Dynamic Range Imaging
High Dynamic Range Imaging, HDRI или просто HDR — технологии работы с изображениями и видео, диапазон яркости которых превышает возможности стандартных технологий.
Чаще всего термин HDR употребляется в отношении получения, хранения и обработки растровых изображений. Широко используемые на сегодняшний день цифровые технологии исторически основаны на 8-битных целочисленных форматах представления и обработки данных, что даёт весьма узкий динамический диапазон, часто называемый SDR (англ. Standard Dynamic Range) или LDR (англ. Low Dynamic Range). Для сравнения, отношение наиболее яркого к наименее яркому цветам для sRGB составляет порядка 3000:1, в то время как реальные сцены часто имеют соотношения яркости в 1 000 000:1 и больше, при этом и в тенях и в свете глаз способен (из-за световой адаптации к яркости) различить детали. Применение техники HDR позволяет работать с полным диапазоном яркости сцены, устраняя исторические ограничения.
Технологии HDR имеют множество практических применений, таких как получение изображений и видео натуральных высококонтрастных сцен, хранение и обработку HDR-контента, создание HDR-изображений на основе LDR-изображений, а также достижение различных художественных эффектов, используя HDR-изображения.

## Динамический диапазон в фотографии

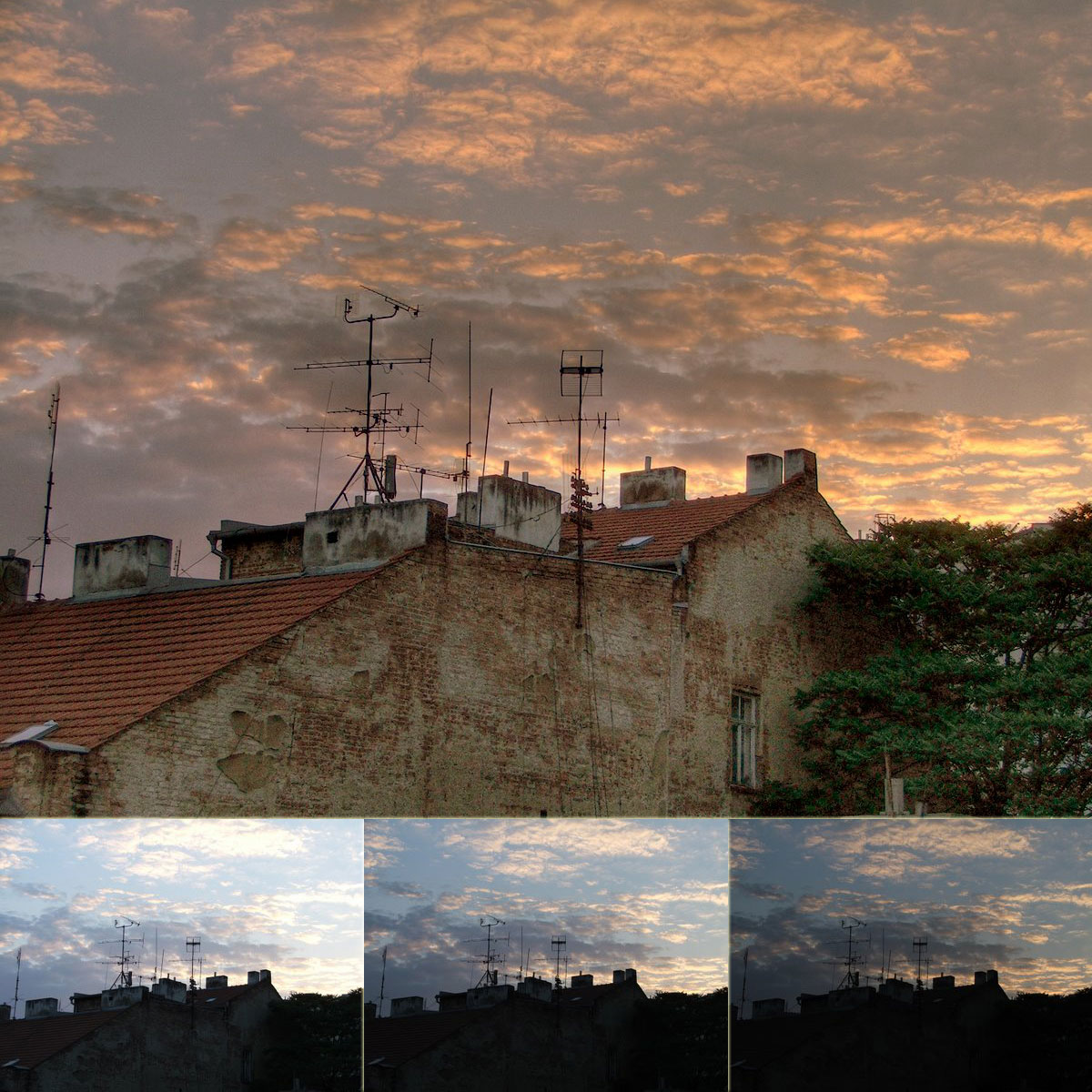
HDR-фотография, полученная из трёх, снятых с разной выдержкой

В фотографии динамический диапазон часто измеряют в количестве ступеней экспозиции, также называемых «шаг» или «стоп» (в последнее время часто сокращённо EV, от англ. Exposure Value — экспопара), то есть логарифмом по основанию 2, реже — десятичным логарифмом (обозначается буквой D). 1 EV равен 0,3 D. Также используют и линейное обозначение, например 1000:1, что равно 3 D или около 10 EV.
Характеристика «динамический диапазон» также присуща форматам файлов, используемых для записи фотографий. В этом случае она определяется типом данных, выбранным авторами формата, исходя из тех целей, для которых формат предназначается. Например, динамический диапазон базового режима формата JPEG определяется 8-битным гамма-корректированным стандартом представления цвета sRGB и точно равен 11,7 EV, однако лишь 8-9 EV этого диапазона реально применимы. Для формата Radiance HDR динамический диапазон равен 256 EV.
Термином «динамический диапазон» иногда называют любое отношение яркостей в фотографии:
- отношение яркостей самых светлых и тёмных объектов съёмки;
- максимальное отношение яркостей белого и чёрного цветов на мониторе/фотобумаге (контраст, англ. contrast ratio);
- диапазон оптических плотностей плёнки.

При оценке характеристики динамического диапазона следует с оговорками смотреть на количество бит, используемых для записи информации в каком-либо формате или матрице фотоаппарата. Так, АЦП фотоаппарата (10-, 12- или 14-битный) обычно считывает значения в линейной шкале, а в файлах содержатся гамма-корректированные значения.
Например, динамический диапазон изображения, представленный числами половинной точности длиной 16 бит, гораздо больше, чем представленный 16-битными целыми. Динамический диапазон у формата Radiance HDR (представление RGBE с 32 битами на пиксел) гораздо больше, чем у 16-битного TIFF (целочисленный RGB с 48 битами на пиксел).
Одно из определений динамического диапазона, которое широко используется производителями ПЗС-матриц, является отношение максимального сигнала, получаемого с сенсора при ярком освещении, к шуму чтения светочувствительной матрицы, получаемому при отсутствии света.
В новых камерах Nikon доступен режим съёмки HDR для JPEG-файлов. В этом режиме камера фотографирует 2 снимка с разной экспозицией и склеивает их в один.

## Расширение динамического диапазона
Фотографической широты современных камер и плёнок недостаточно для того, чтобы передать любой сюжет окружающего мира. Особенно это заметно при съёмке на цветную обращаемую фотоплёнку или компактную цифровую камеру, которые зачастую не могут передать даже яркий дневной пейзаж при присутствии затенённых объектов.
Стандартным способом обхода проблемы динамического диапазона, является коррекция освещённости сцены, которая достигается правильным выбором момента и ракурса съёмки и искусственной постановкой света, а также использованием специальных режимов работы фотокамеры. Так, например, при высокой яркости сцены заполняющая вспышка может использоваться для подсветки теней, снижая контраст изображения, а съёмка со вспышкой при большой экспозиции позволяет выровнять контраст некоторых сцен, снимаемых в темноте. 
Решение проблемы недостаточного динамического диапазона без изменения сцены, освещённости и ракурса достигается двумя путями:
- В пленочной фотографии и кинематографе - применение многослойных фотоматериалов, где один из слоев имеет более высокую чувствительность (по сравнению с основным слоем) для хорошей проработки теней, но дает невысокую оптическую плотность изображения.
- Увеличение динамического диапазона сенсоров камер. Так, например, видеокамеры для систем наблюдения имеют заметно больший динамический диапазон, чем фотокамеры, однако это достигается путём ухудшения других характеристик камеры; каждый год выходят новые модели профессиональных камер с лучшими характеристиками, при этом их динамический диапазон медленно растет.
- Комбинирование изображений, снятых с разной экспозицией (технология HDR в фотографии), в результате которого возникает единое изображение, содержащее все детали из всех исходных изображений, как в крайних тенях, так и в максимальных светах.

Оба пути требуют решения двух проблем:
- Выбор формата файла, в который можно записать изображение с расширенным диапазоном яркостей (обычные 8-битные sRGB-файлы для этого не подходят). На сегодня самыми популярным форматами являются Radiance HDR, OpenEXR, а также Microsoft HD Photo, Photoshop Document, Raw-файлы зеркальных цифровых камер с большим динамическим диапазоном.
- Отображение фотографии с большим диапазоном яркостей на мониторах и фотобумаге, имеющих существенно меньший максимальный диапазон яркостей (contrast ratio). Данная проблема решается с помощью различных методов:
  - тональная компрессия, при которой большой диапазон яркостей уменьшается в небольшой диапазон бумаги, монитора или 8-битного sRGB-файла путём уменьшения контраста всего изображения, единым образом для всех пикселей изображения
  - тональное отображение (англ. tone mapping), при котором закон преобразования яркости пикселей может быть разным для различных частей изображения (имитация градиентного фильтра). Существуют разные алгоритмы с разными дополнительными эффектами и возможностями по управлению пользователем этим процессом. В результате применения алгоритмов могут образовываться ореолы в районе границ между светлыми и тёмными областями, тёмные по природе объекты могут стать неестественно светлыми.

Тональное отображение также может использоваться и для обработки изображений с небольшим диапазоном яркостей для повышения локального контраста.

## Динамический диапазон в кино и видео
Техника захвата HDR также может быть использована для видео путем захвата нескольких изображений для каждого кадра видео и их объединения. Qualcomm называет это термином «Computational HDR video capture». В 2020 году Qualcomm анонсировала процессор Snapdragon 888, который способен осуществлять вычислительный HDR-видеозахват в формате 4K и HDR-видео. Смартфон Xiaomi Mi 11 Ultra также способен осуществлять вычислительный HDR-видеозахват.

## Программное обеспечение для создания HDR-фотографий
- Enblend-enfuse
- PhotoMatix Pro

## Примеры

Исходные снимки
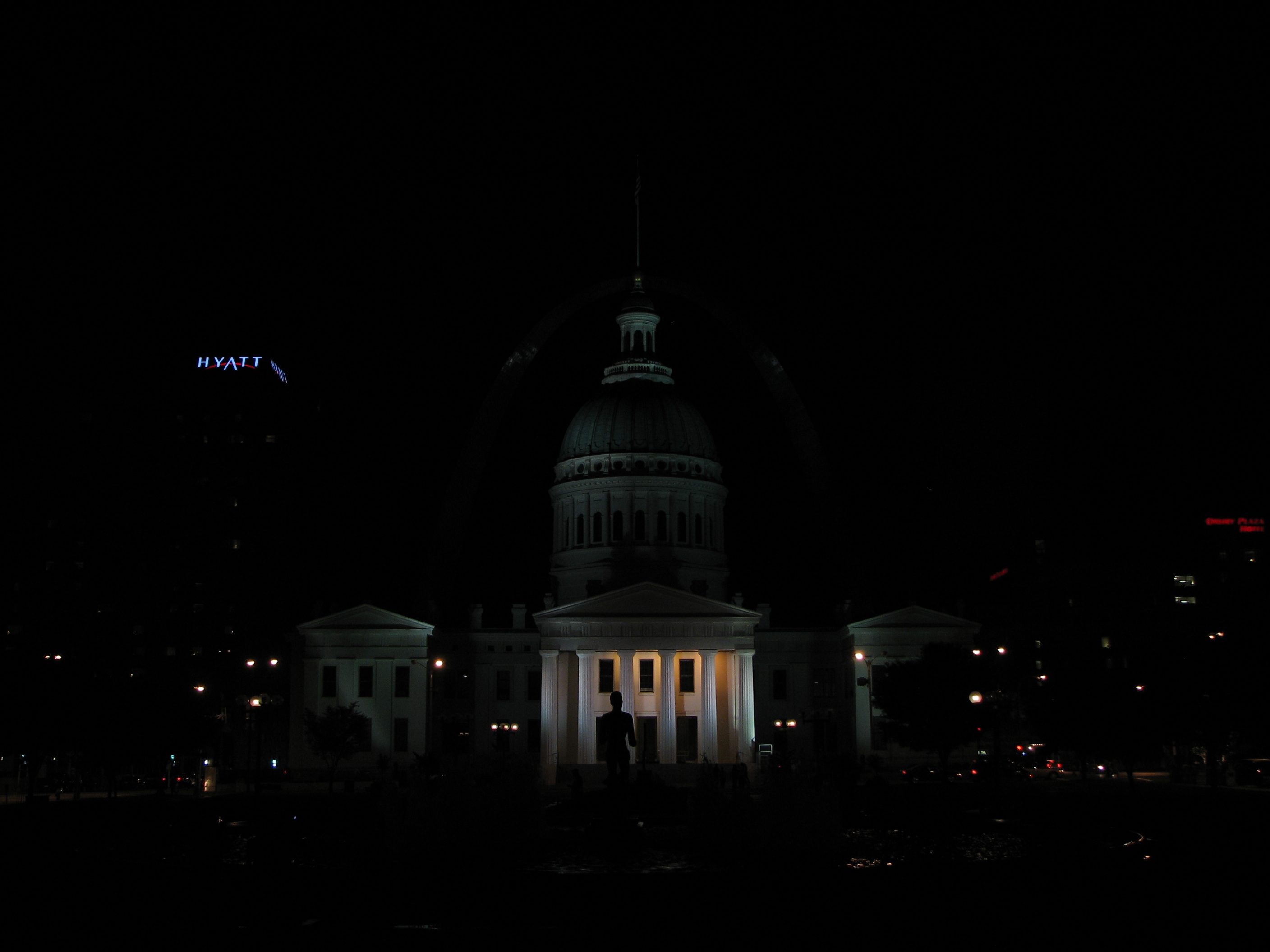
–4 стопа
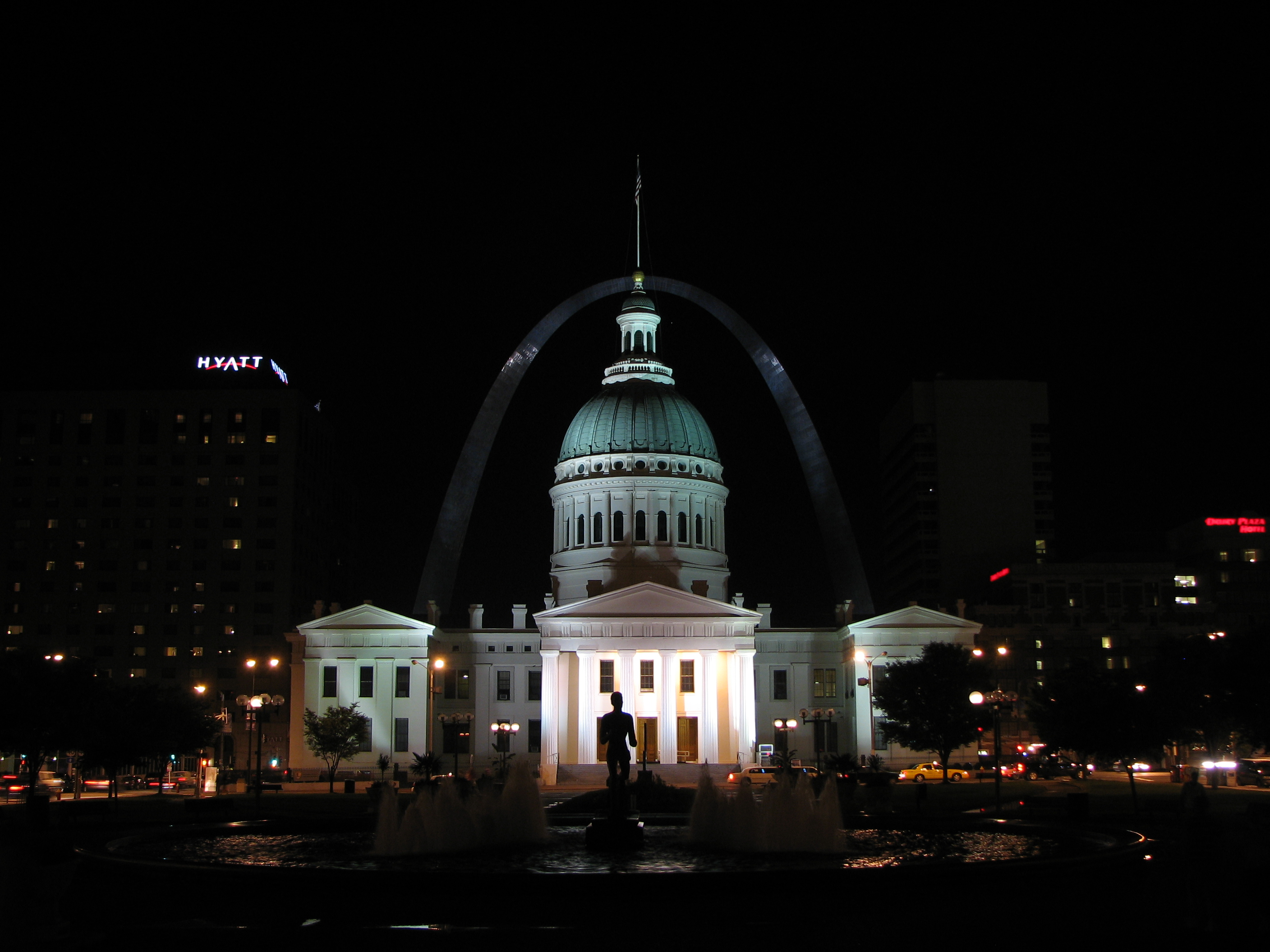
–2 стопа
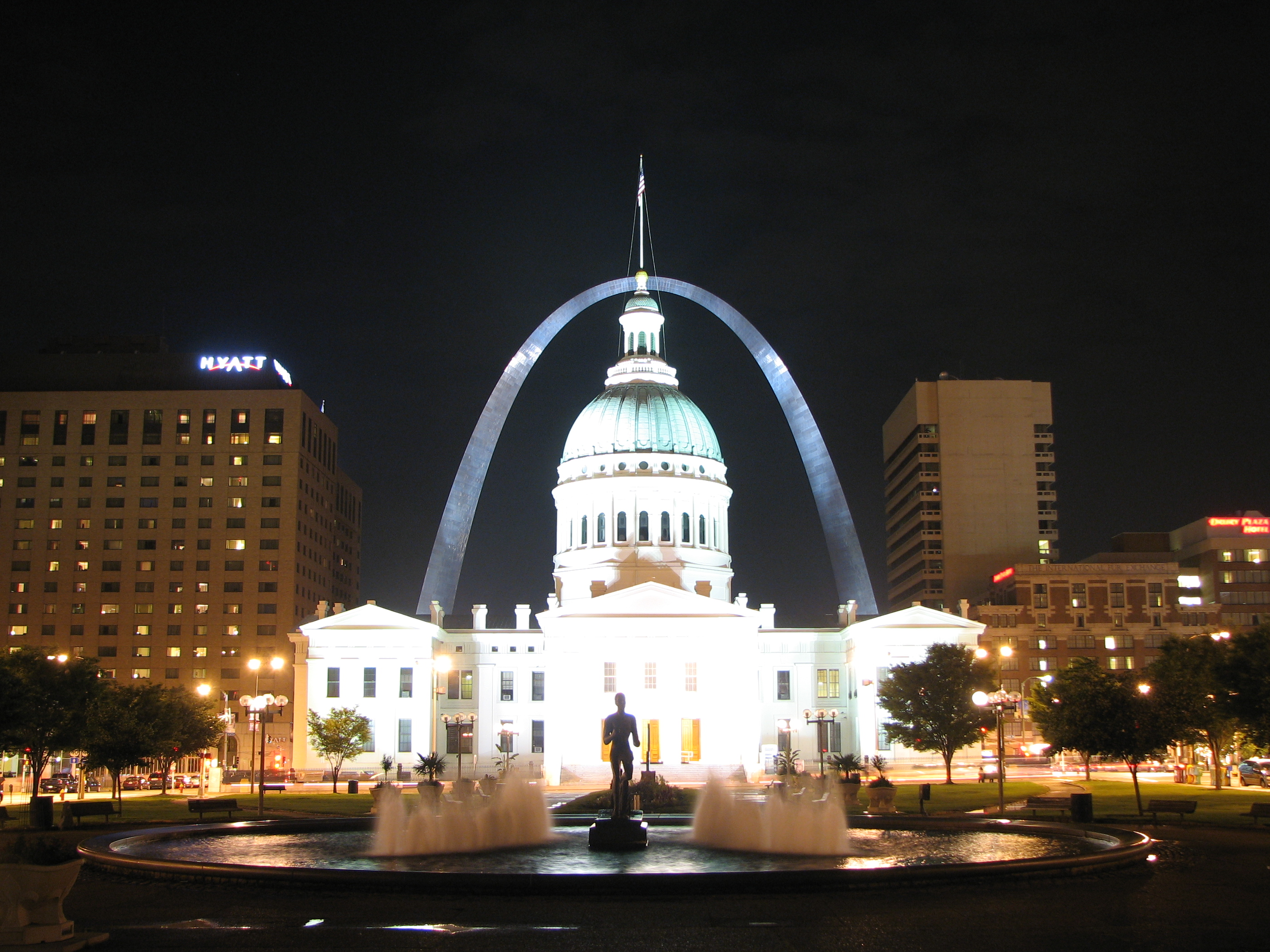
+2 стопа
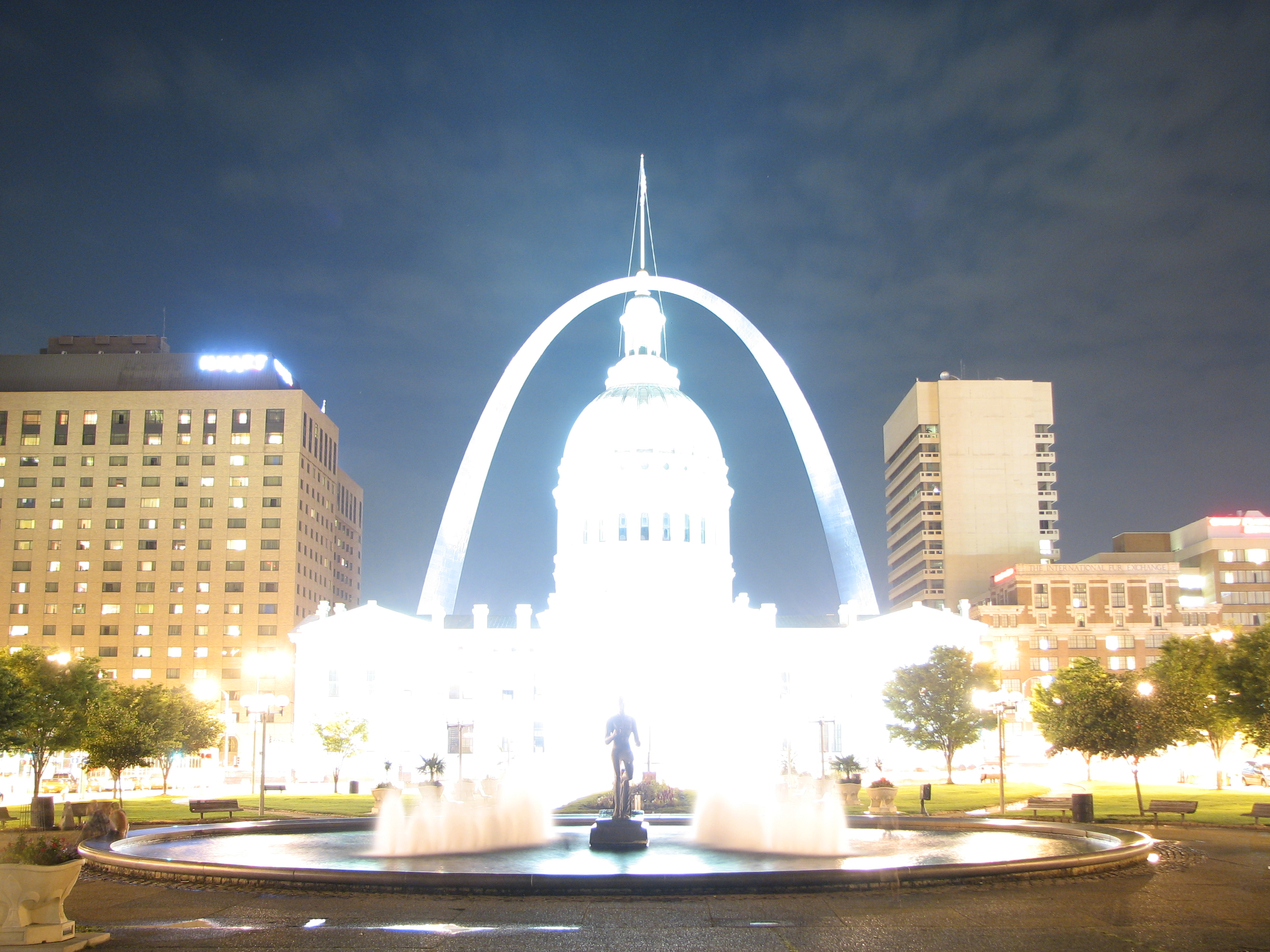
+4 стопа

Полученные изображения
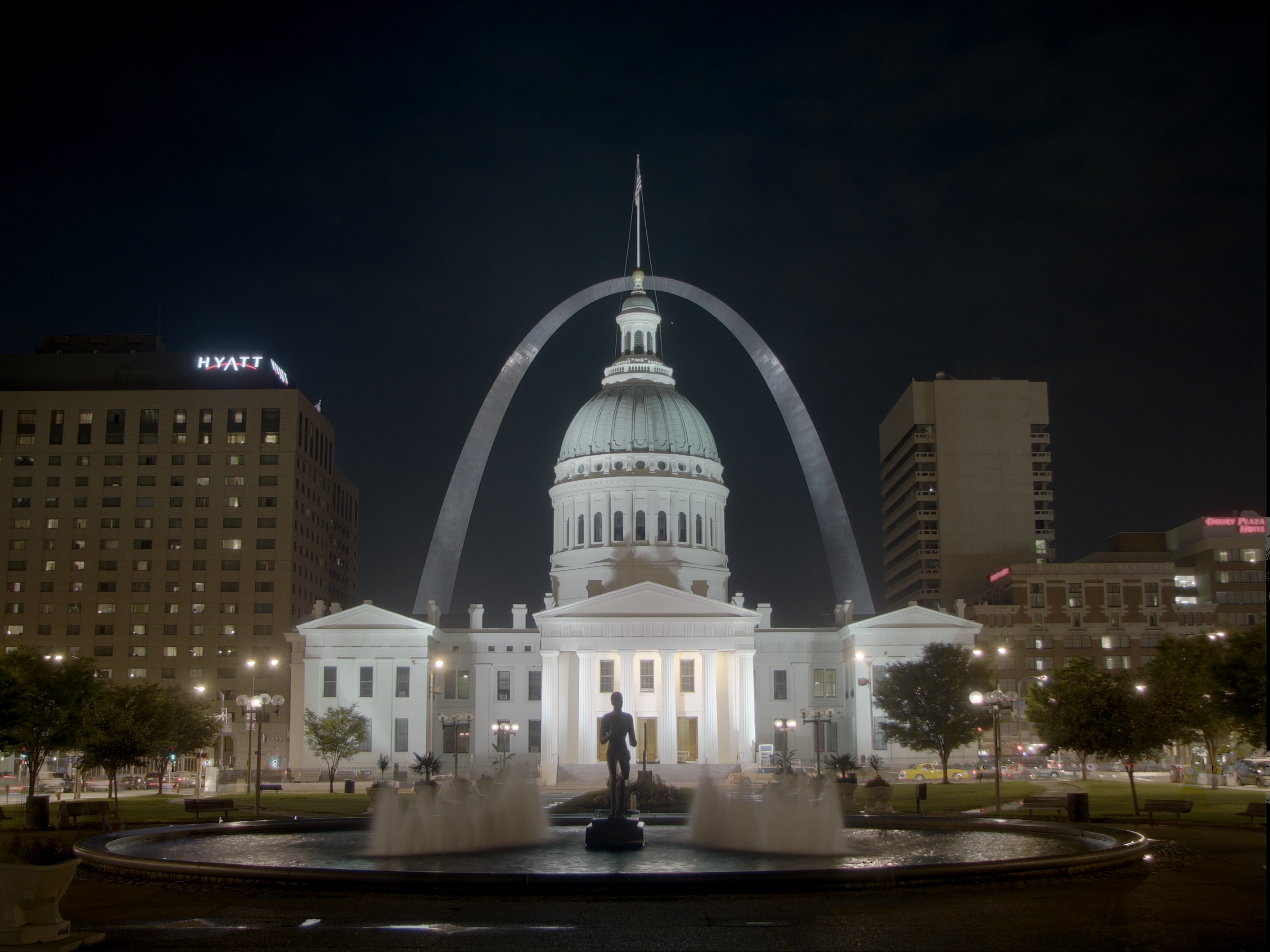
Уменьшение контраста
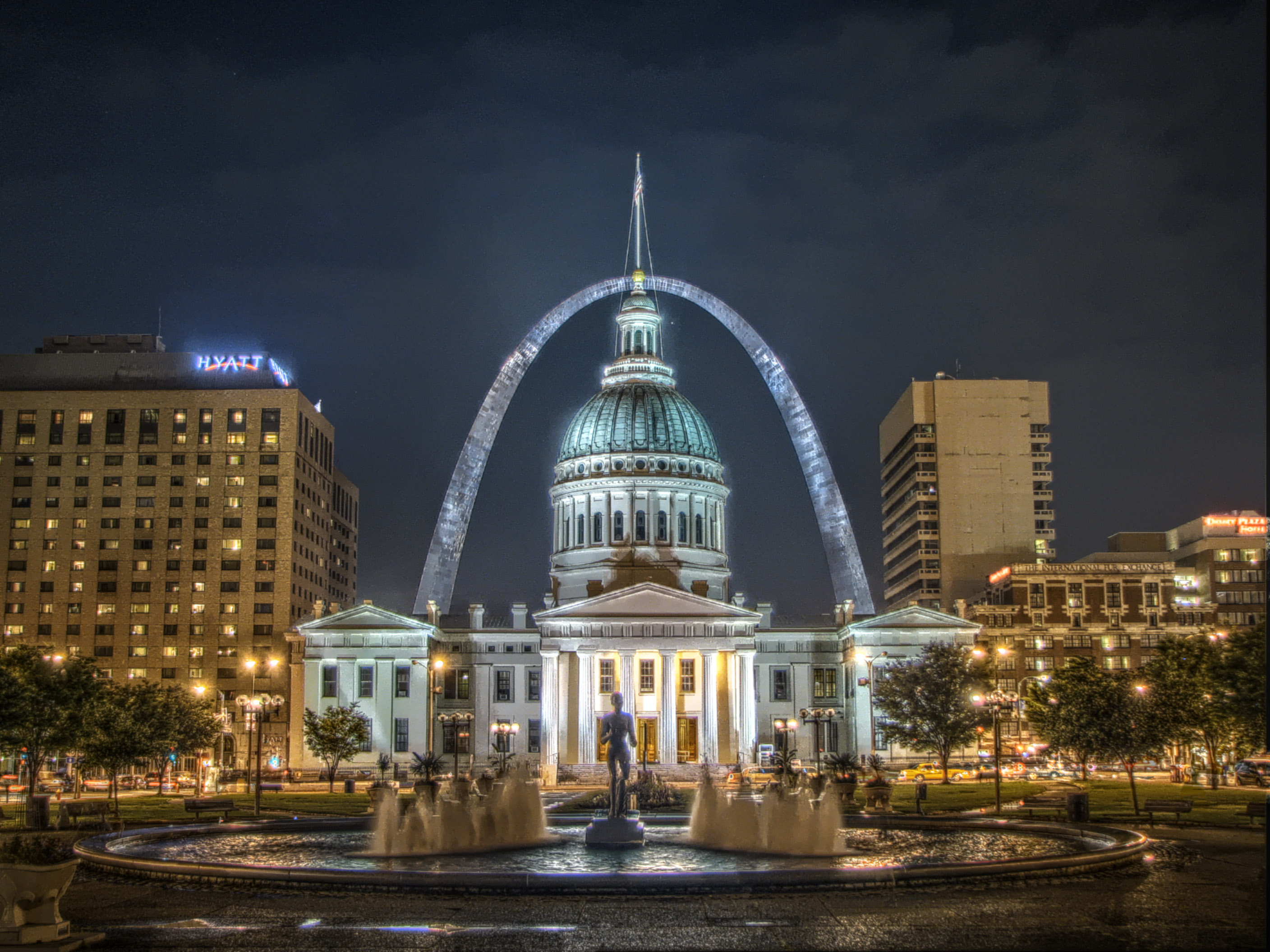
Локальное тональное отображение
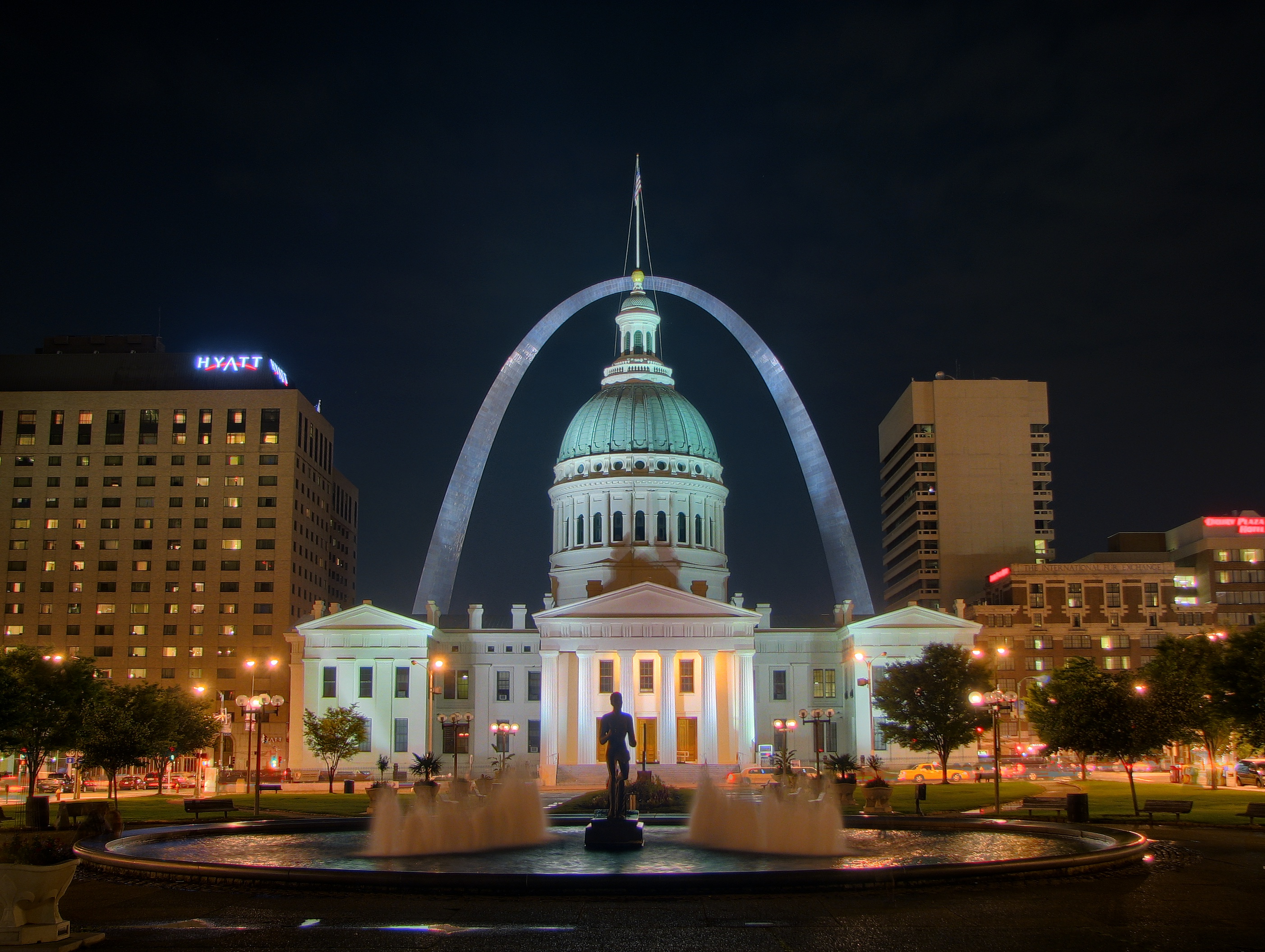
Естественный результат

## Галерея

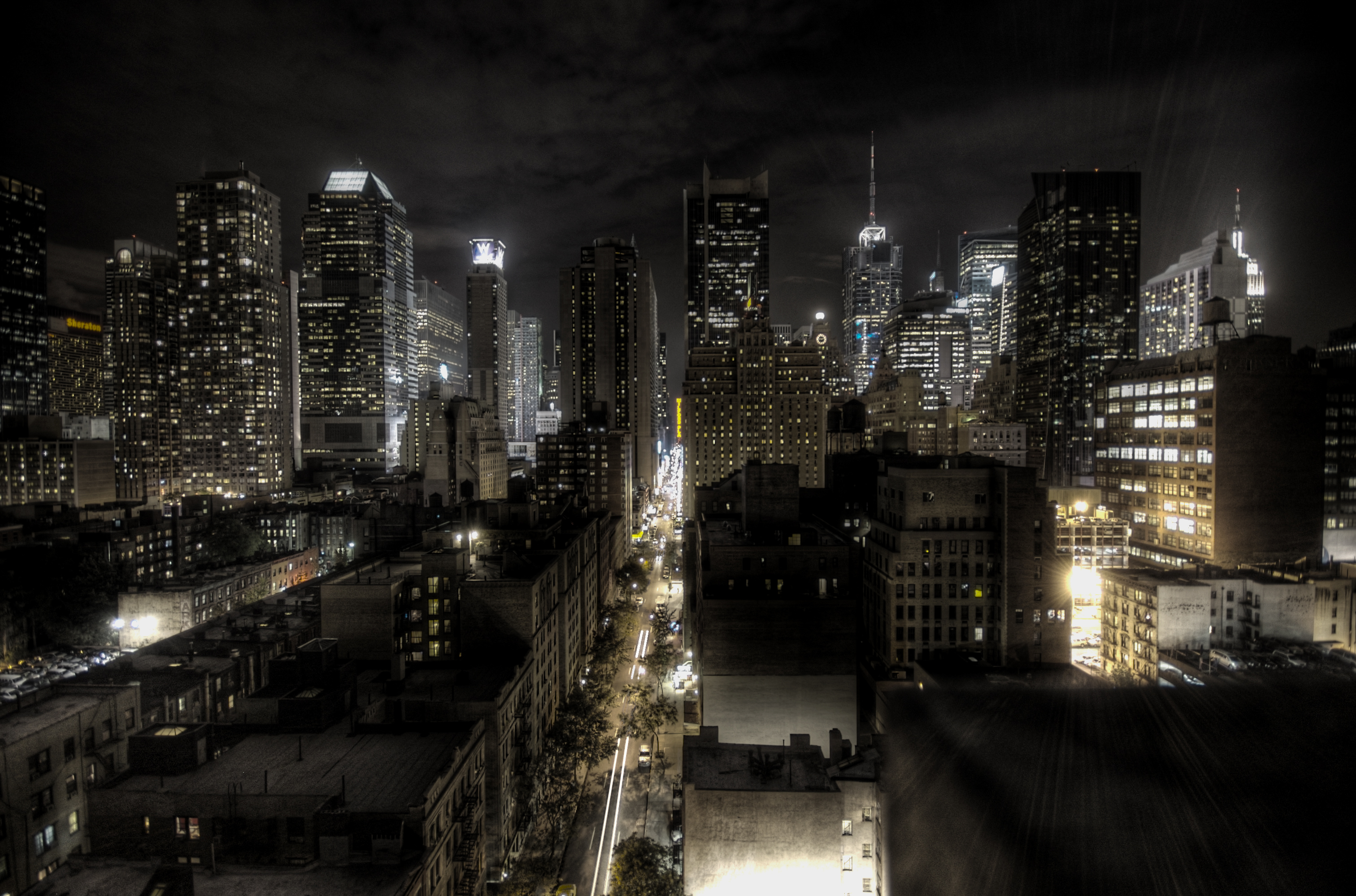
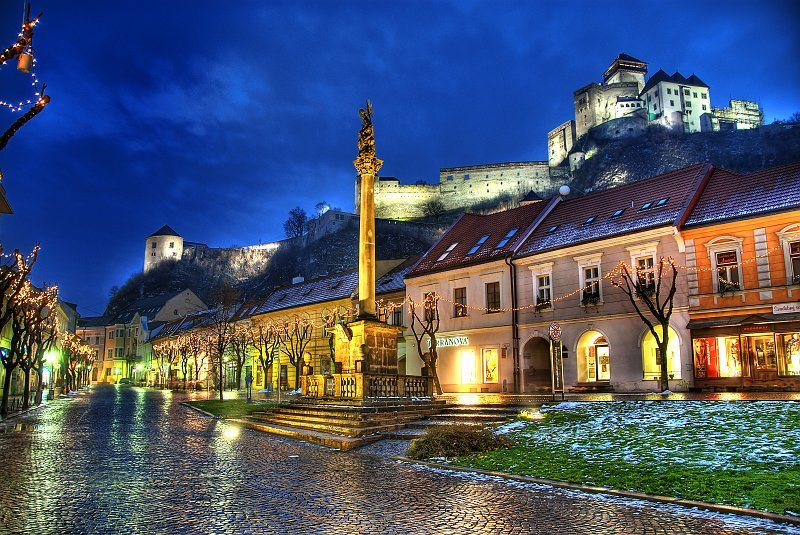
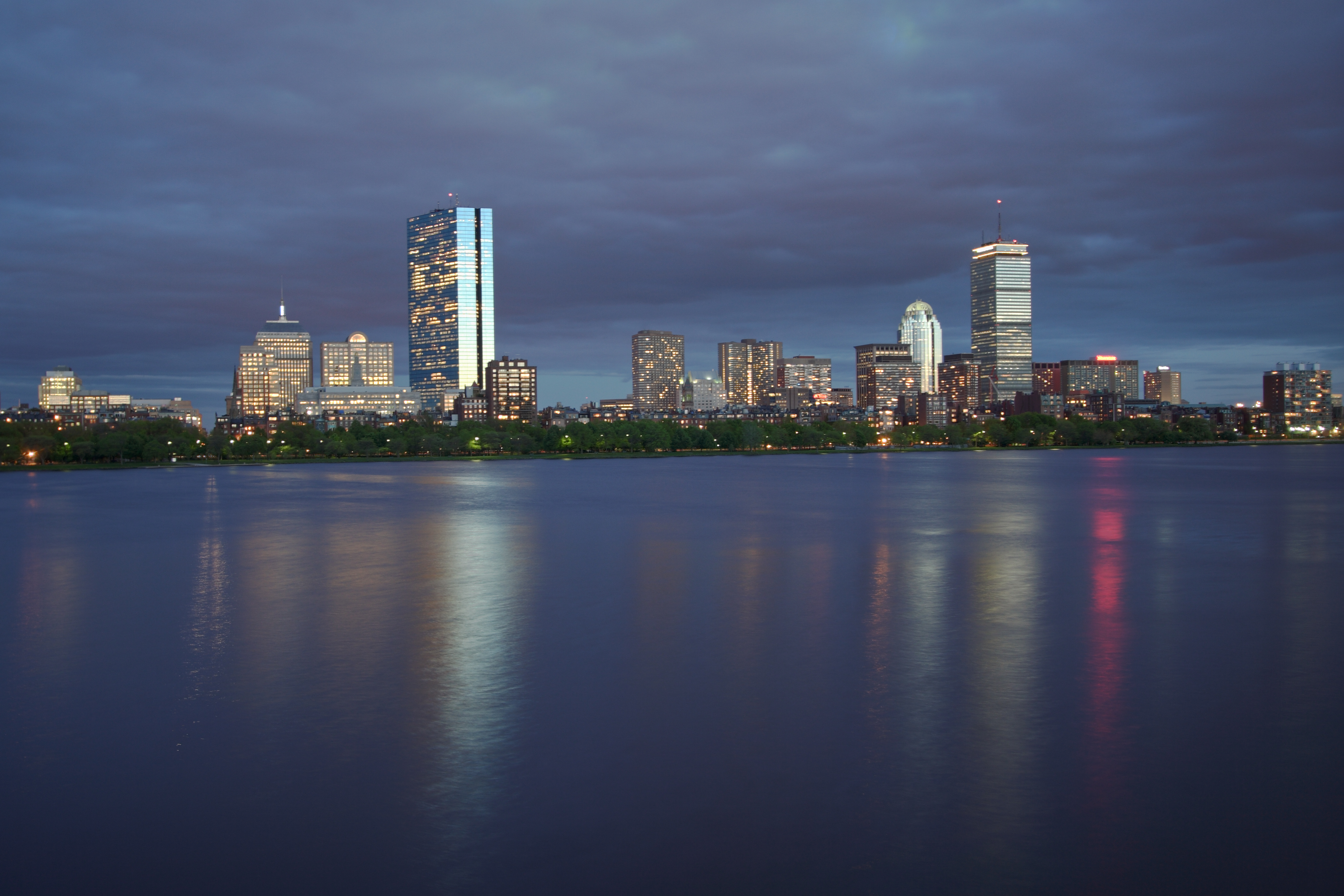
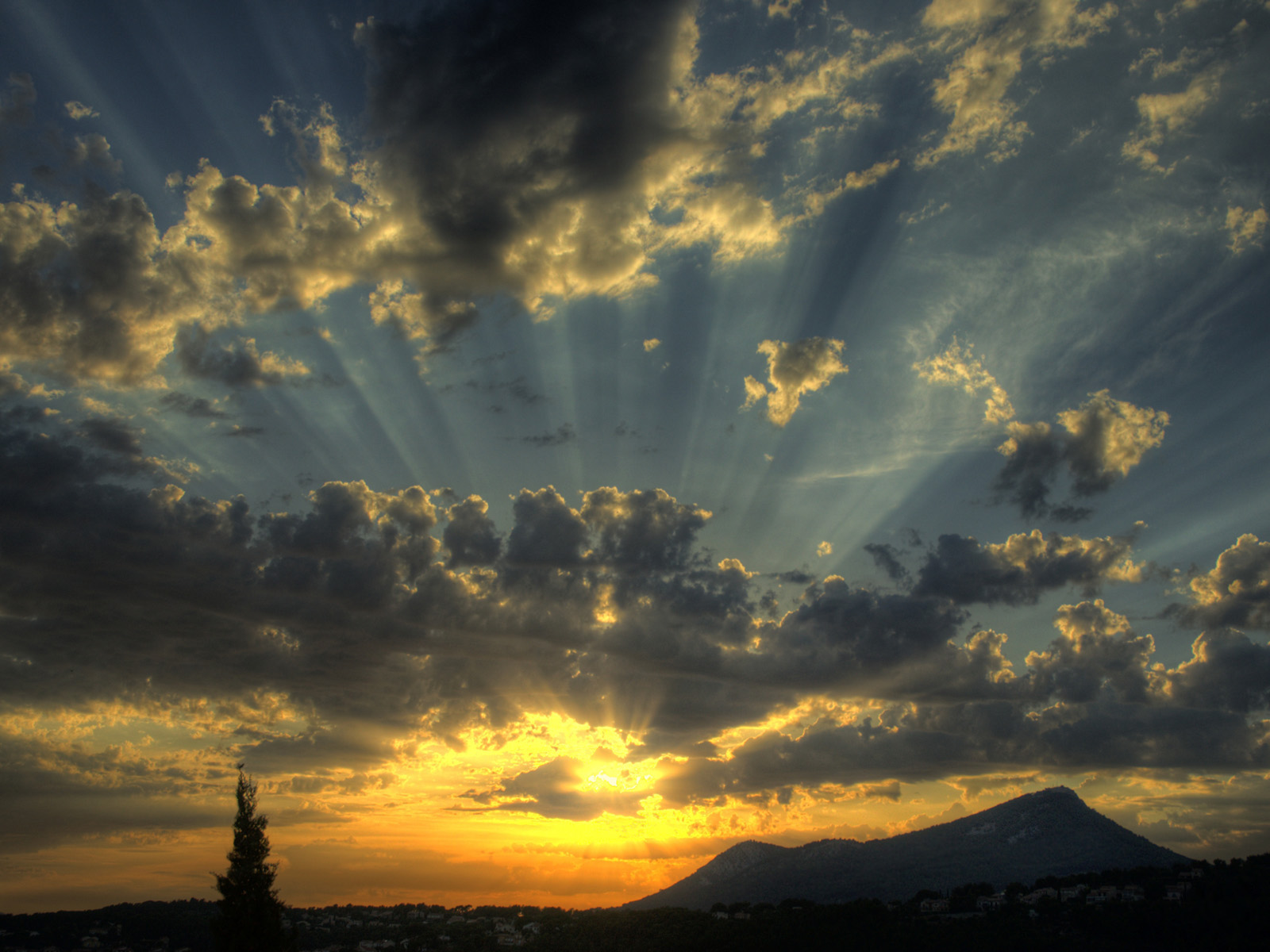
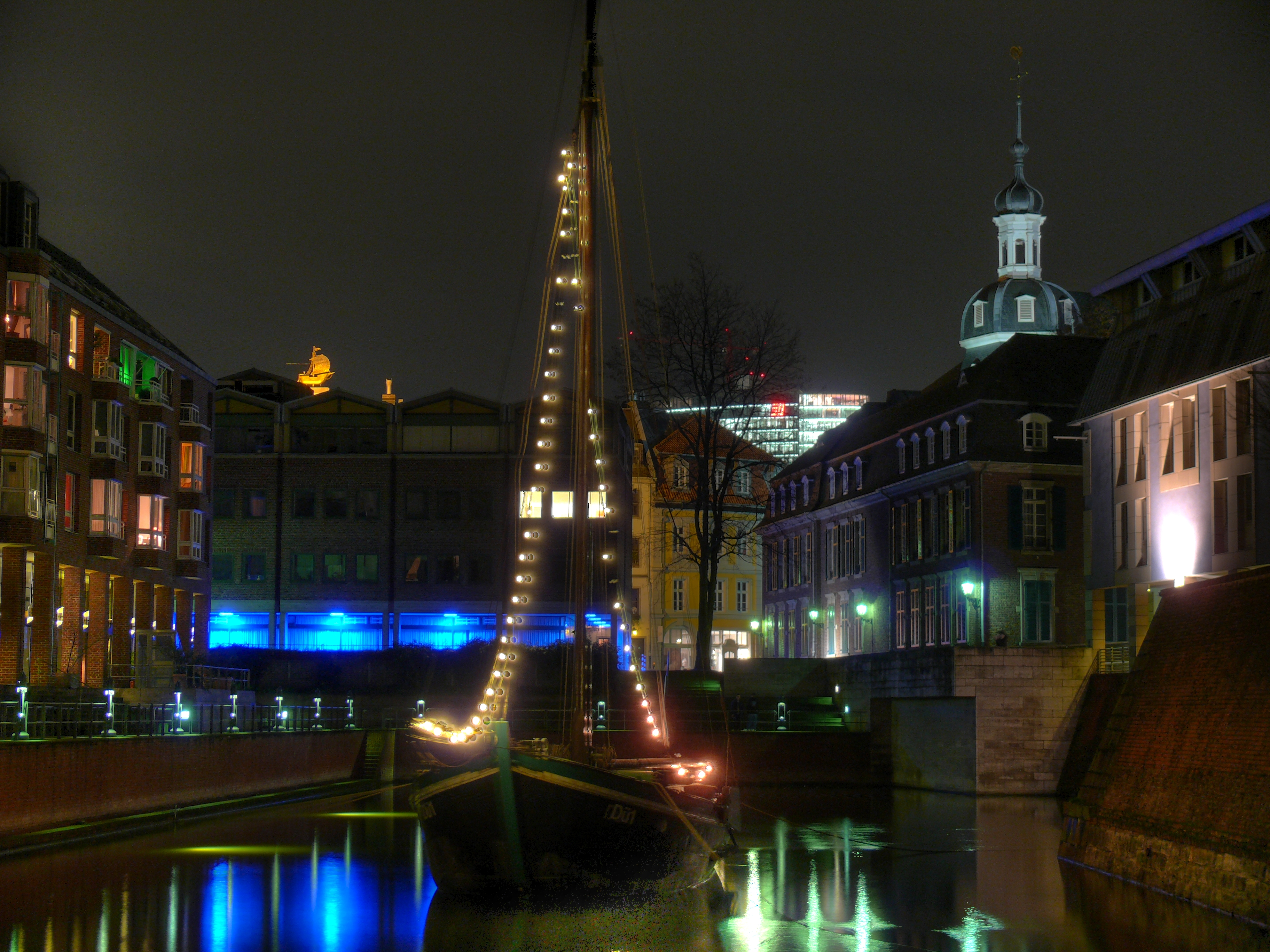
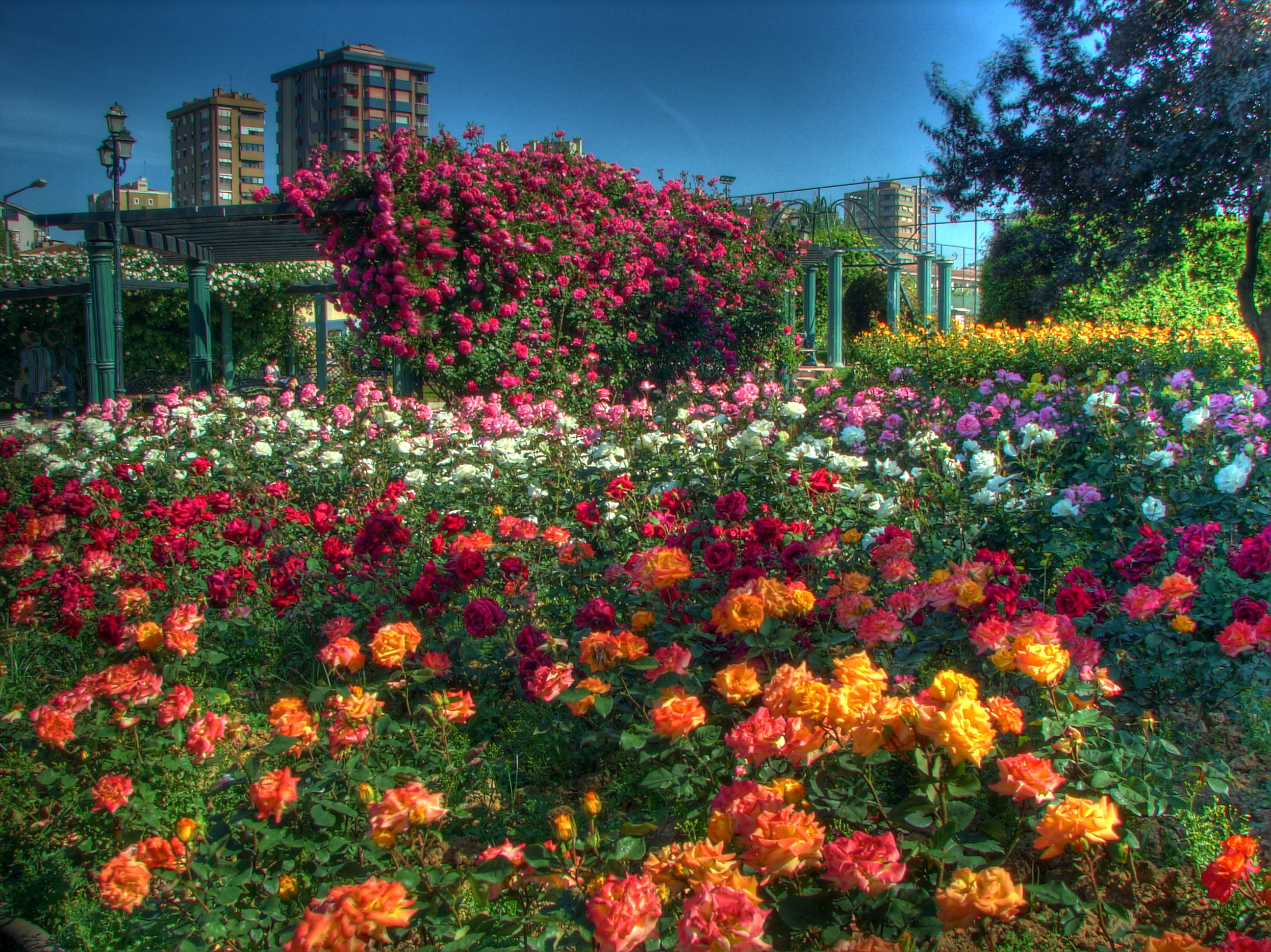
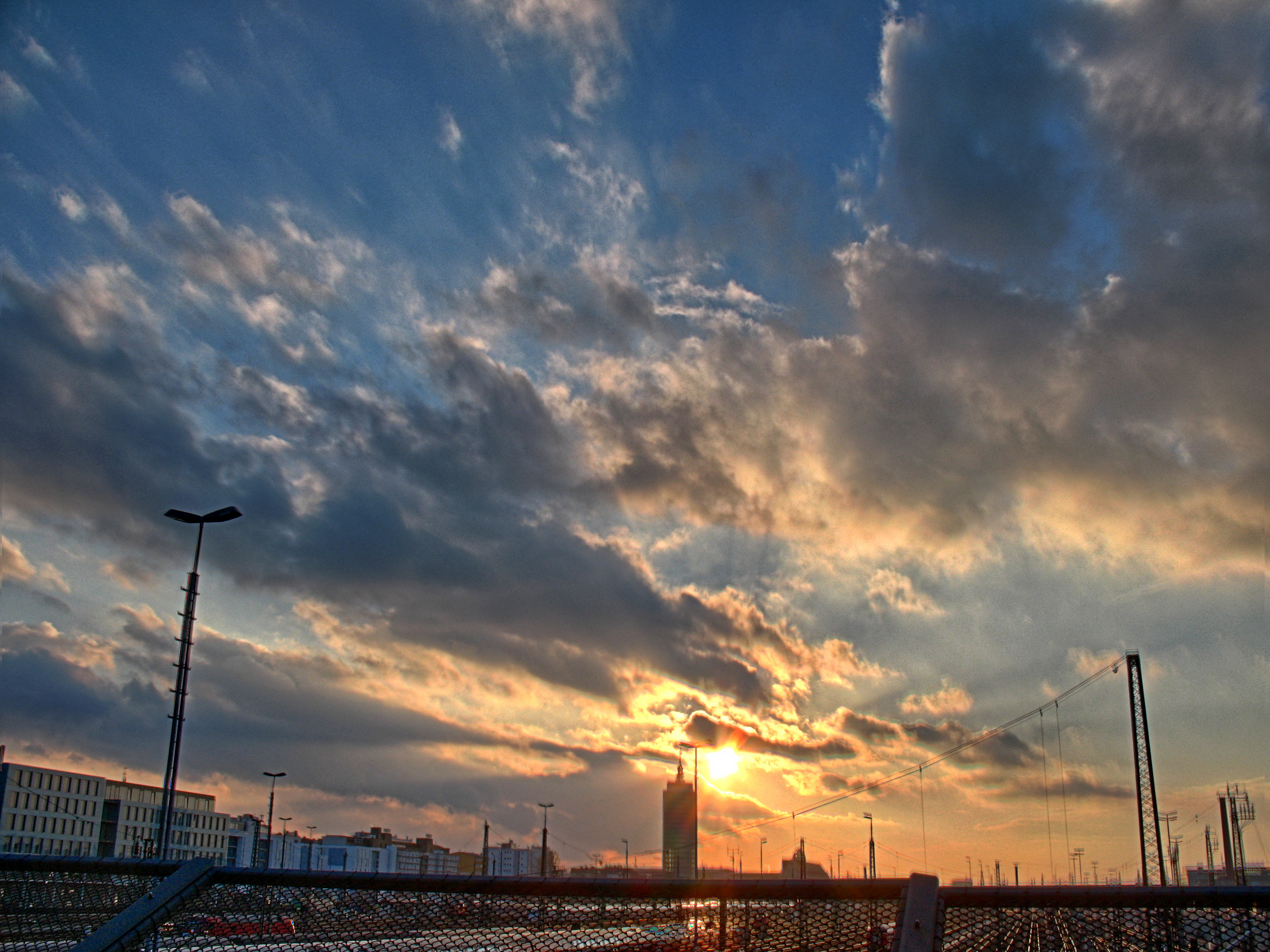
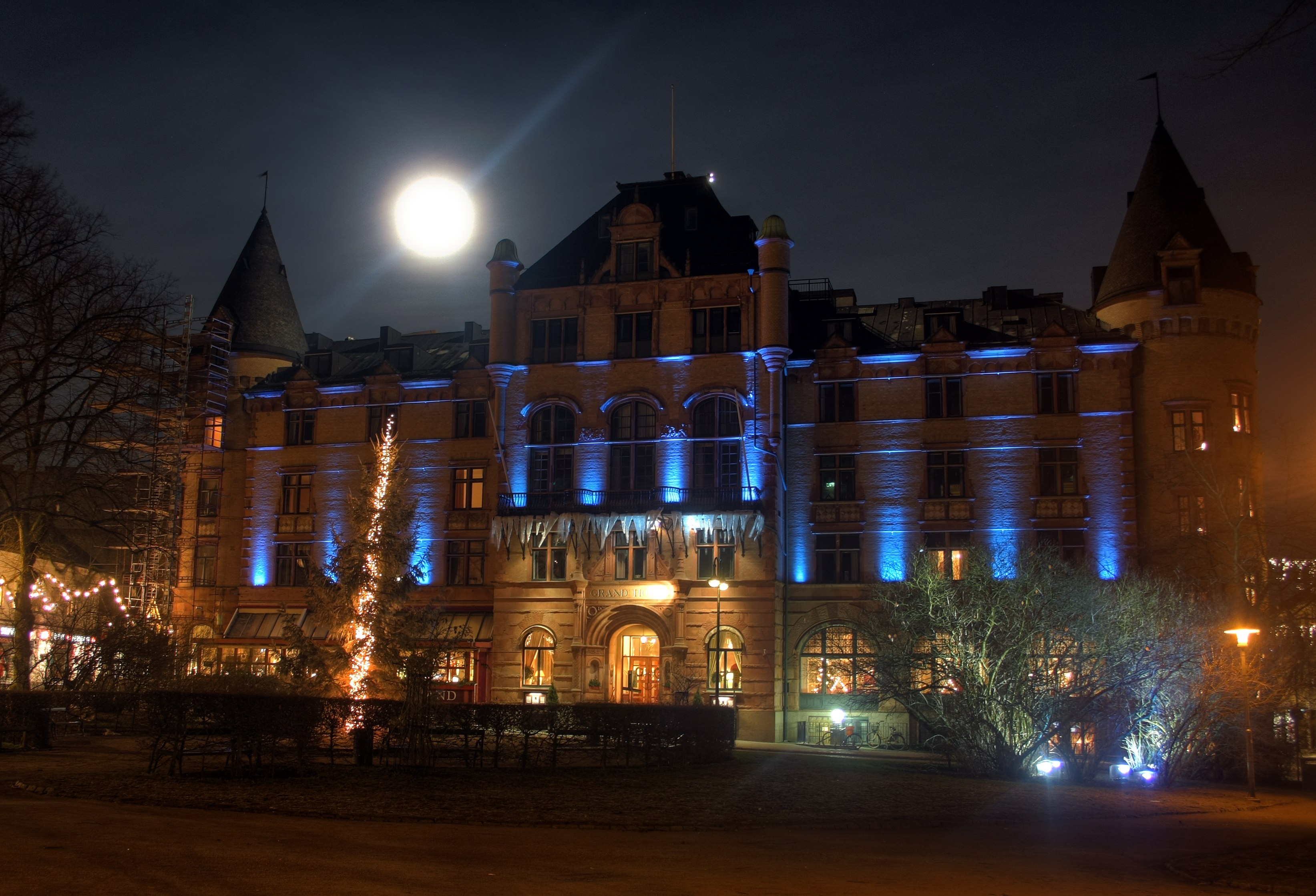
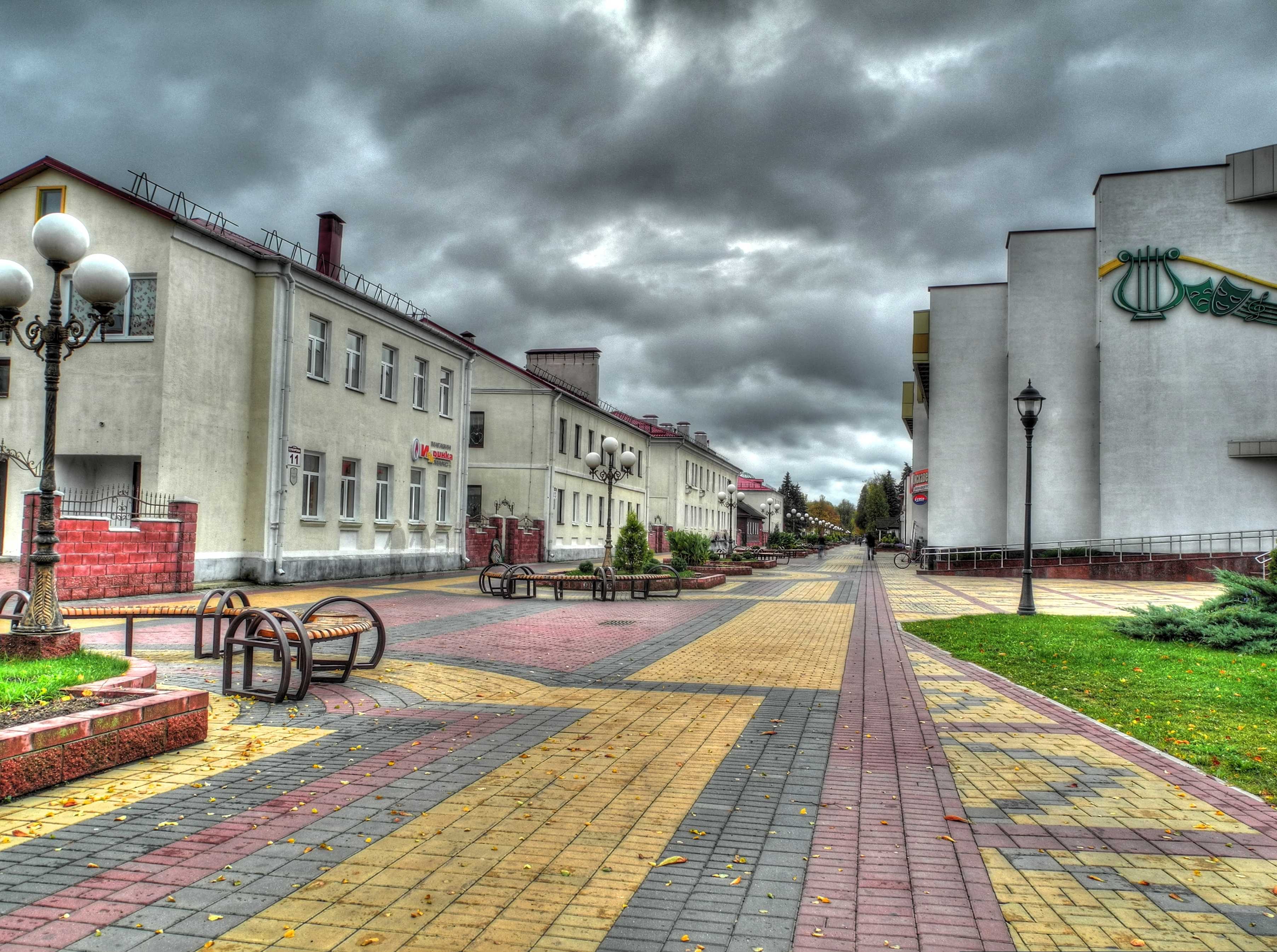
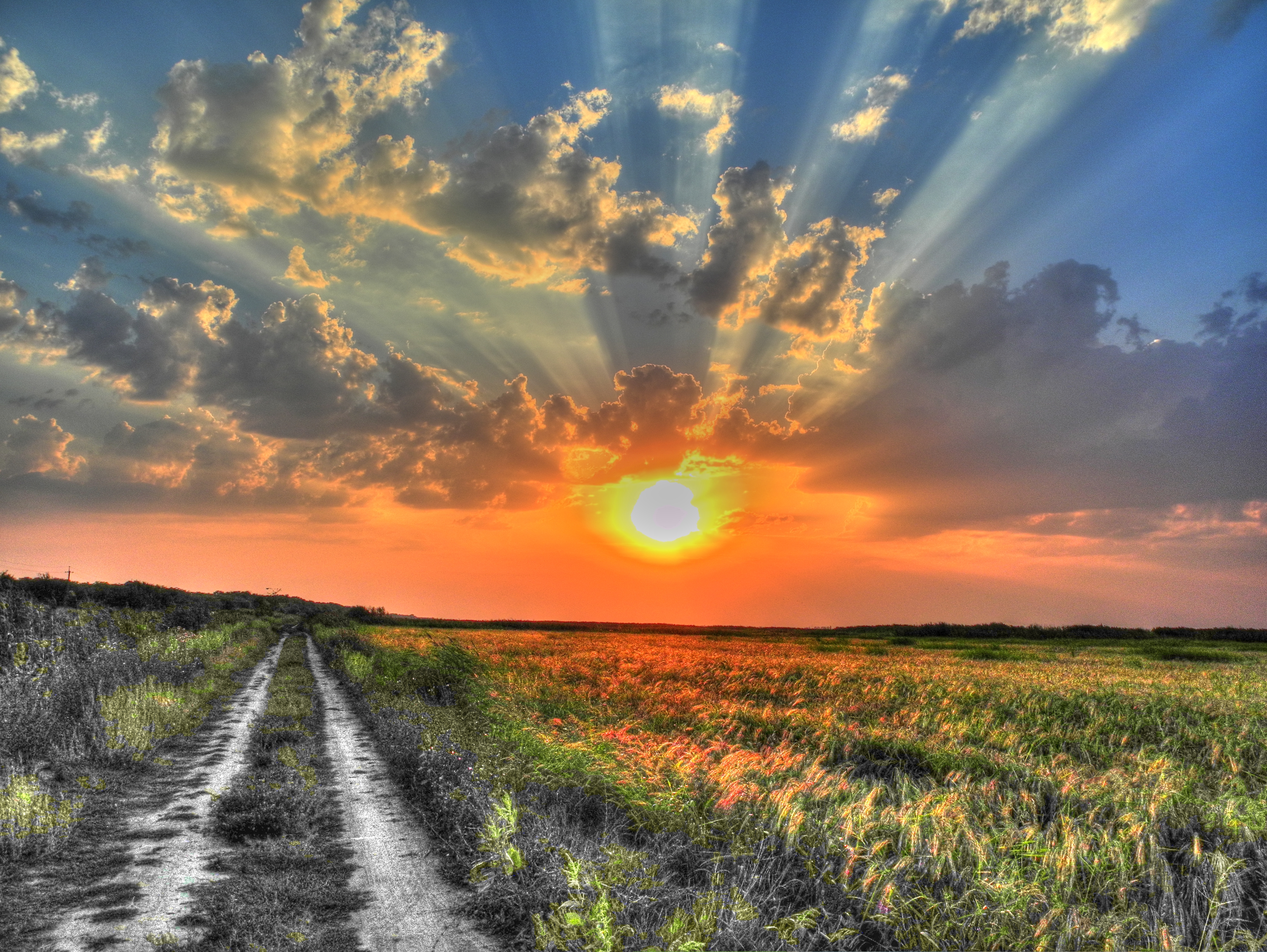
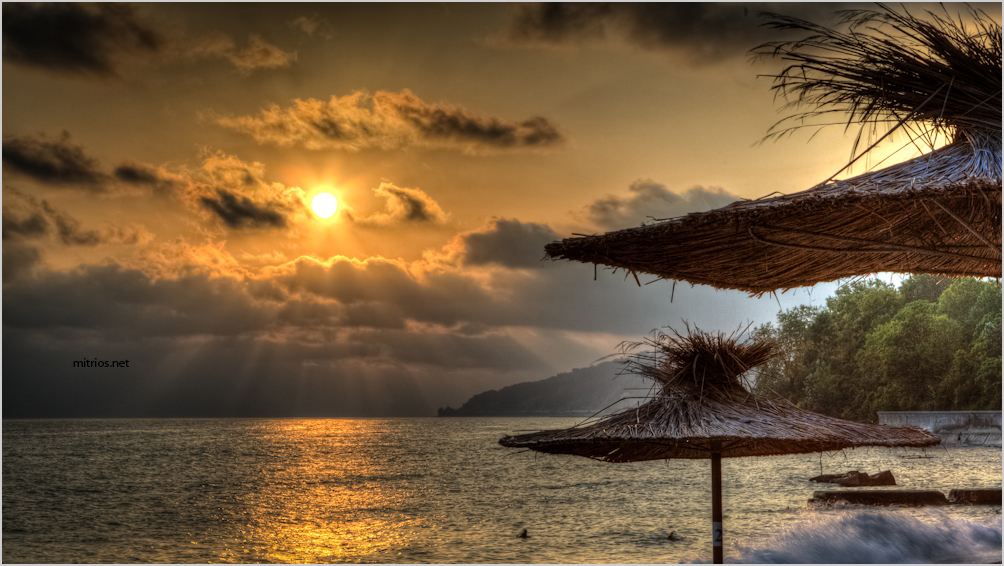
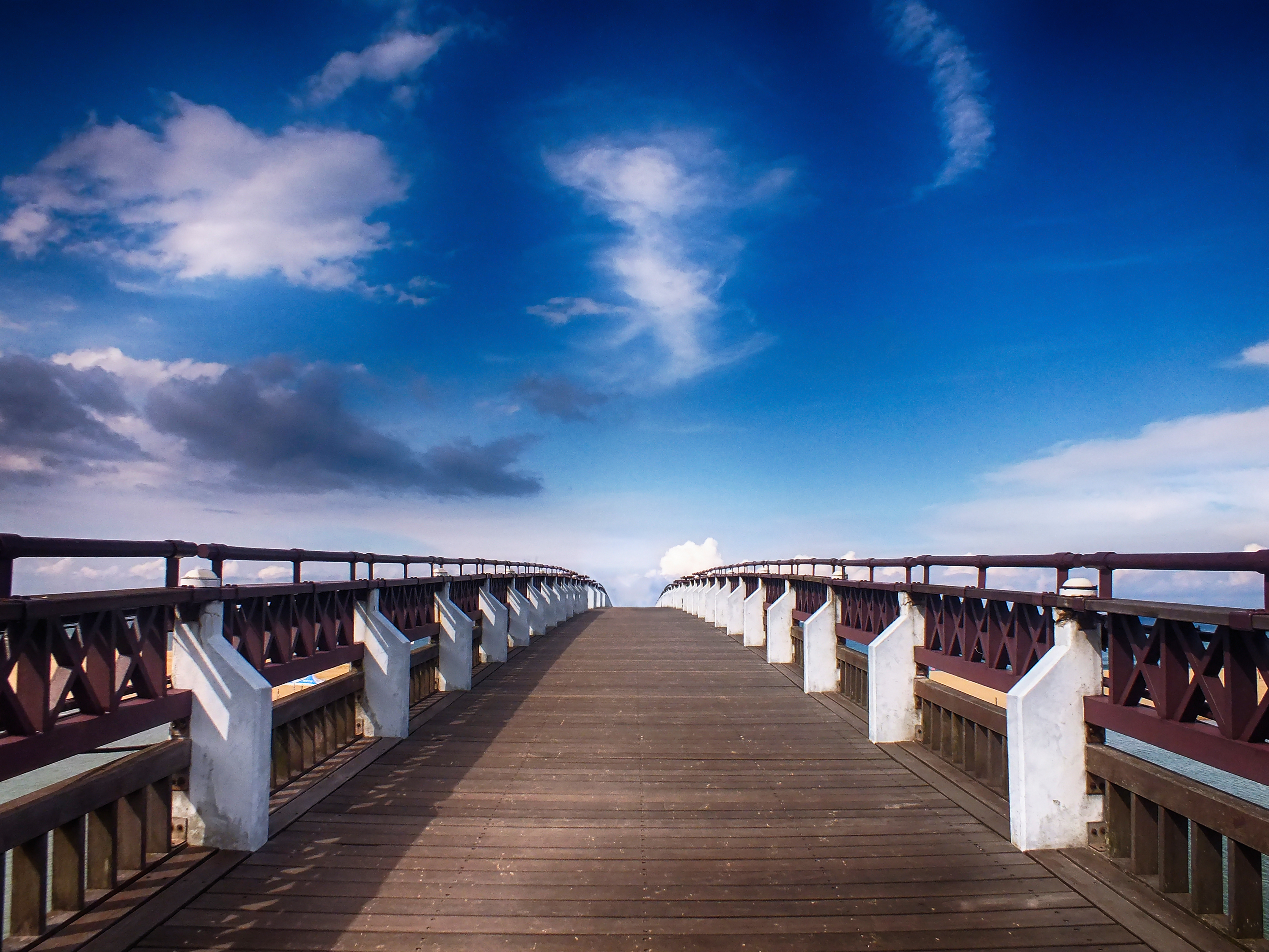